# 탄소섬유탄

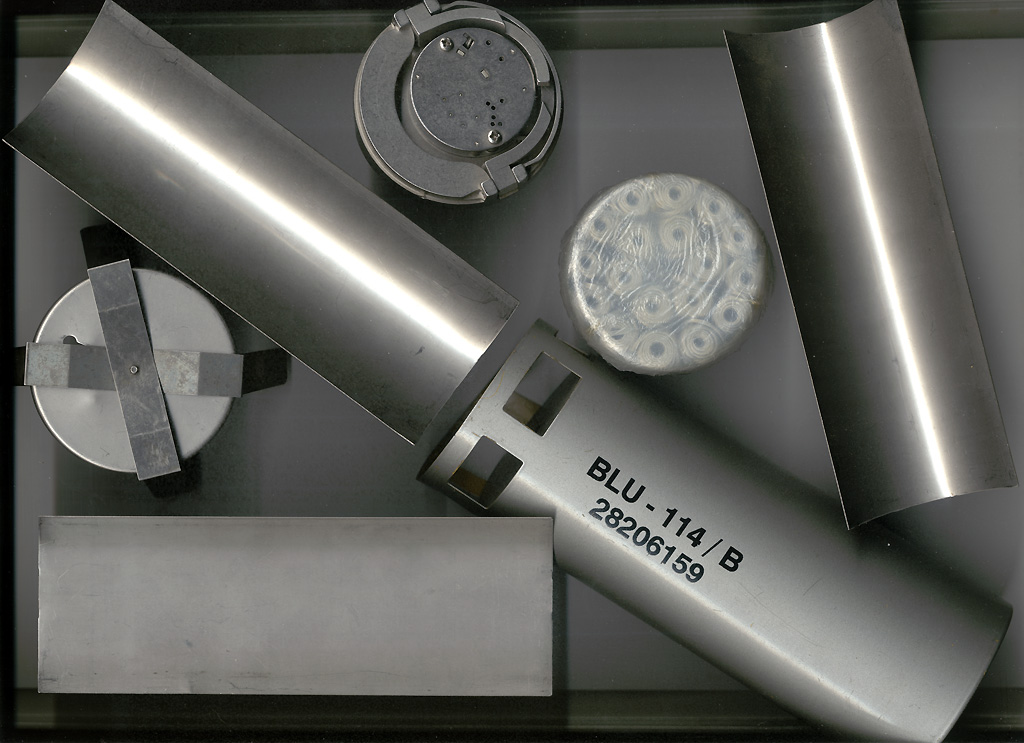
탄소섬유탄 BLU-114/B.

탄소섬유탄(graphite bomb)은 전력망을 무력화하는 데 사용되는 비살상무기로 만들어졌다. 이 폭탄은 변압기 및 송전선과 같은 공기 절연 고전압 설비 위에 화학적으로 처리된 극도로 미세한 탄소 필라멘트의 빽빽한 구름성분을 퍼뜨리는 방식으로 작동한다. 이로 인해 특정 지역, 심지어는 작은 국가 전반에서 단락이 발생하고 그에 따라 전기 공급이 중단된다. 이 무기는 직접적인 효과가 주로 대상 전력 시설에 국한되어 즉각적인 부수적 손상 위험이 최소화되기 때문에 정전 폭탄 또는 소프트 폭탄(soft bomb)이라고도 한다. 그러나 물 공급 시스템과 하수 처리 시스템은 전기에 의존하기 때문에 과거에는 이 폭탄 사용의 직접적인 결과로 콜레라와 기타 수인성 질병이 광범위하게 발생하여 많은 민간인이 사망했다.

## 같이 보기
- 전자기 펄스